# 吳書 (韋昭)
《吳書》，共55卷，紀傳體史書，是三國東吳官修的一部國史。自孫權末年開始编修，孫權命太史令丁孚、郎中項峻撰寫，因兩人未有撰史才能，孫亮派韋昭、周昭、薛瑩、梁廣、華覈同撰，後由韋昭撰成《吳書》稿55卷，敘贊完成前被孫皓殺害，最後由薛瑩「終其書」。《隋書·經籍志》、《舊唐書·經籍志》及《新唐書·藝文志》均有著錄，後來亡佚。
現今有清代學人王仁俊輯《吳書鈔》，見《玉函山房輯佚書補編》。